# Centre Parroquial Sant Vicenç de Sarrià (secció de futbol)
El CP Sarrià és la secció de futbol del Centre Parroquial Sant Vicenç de Sarrià, creada l'any 1952. El seu primer equip juga actualment a la Segona catalana, grup 2 i compta amb més de vint equips de futbol base. Actualment és l'entitat futbolística més veterana i representativa de l'antiga Vila de Sarrià, actual barri de Barcelona.
La fita esportiva més destacada del CP Sarrià va ser la temporada 2014-15, amb la disputa de la Copa Catalunya Amateur contra el Centre d'Esports Manresa, que va perdre per 3–0.

## Les instal·lacions
El CP Sarrià juga els seus partits al Municipal de Can Caralleu. Gaudeix de gespa artificial des de l'any 1999 i allà també hi juguen tots els seus equips del futbol base.

## Història
El llavors vicari de Sant Vicenç de Sarrià, Mossèn Ignasi Armengou, va conèixer a qui seria el president de la futura secció de futbol, Josep Calderó i Calopa, àlies Pitu, i va proposar-li de crear un equip infantil de futbol. Així va ser com el mes d'octubre de 1952 la Federació Catalana de Futbol va aprovar els estatuts del CP Sarrià com a secció de futbol del Centre Parroquial Sant Vicenç de Sarrià.
Durant la primera temporada (1952-53) es van jugar partits amistosos amb conjunts de les diverses entitats de Sarrià i de barris veïns: Covadonga, Sant Francesc, CD Catalunya (Les Corts) i UB Catalònia (Sants). Des de llavors l'equip ha jugat sempre a categories territorials i no ha tingut la puixança esportiva d'altres clubs de barri de la ciutat, atès que sempre va viure a l'ombra del RCD Espanyol quan aquest va jugar a l'Estadi de Sarrià fins a l'any 1997.
El CP Sarrià ha tingut durant 70 anys el mateix president: Josep Calderó Pitu, qui va exercir la presidència des de 1952 a 2023. Actualment la presidenta és Puri Romero, escollida en febrer de 2023.

## Dades del Club
(Font: El Mundo Deportivo)

### Temporades
- Temporades a Primera catalana (abans Primera catalana) (1): 2022-23
- Temporades a Segona catalana (abans Primera regional) (7): 2014-15 i 2016-17 a 2021-22
- Temporades a Tercera catalana (abans Segona regional) (19): 1976-77, 1977-78, 1989-90 a 1993-94, 1999-2000 a 2003-04, 2008-09 a 2013-14 i 2015-16
- Temporades a Quarta catalana (abans Tercera regional) (21): 1975-76, 1978-79 a 1988-89, 1994-95 a 1998-99 i 2004-05 a 2007-08

### Classificacions a la Lliga
| - 1975-76: 3a regional (1r) - 1976-77: 2a regional, Gr. 3 (7è) - 1977-78: 2a regional, Gr. 3 (20è) - 1978-79: 3a regional, Gr. 14 (10è) - 1979-80: 3a regional, Gr. 20 (11è) - 1980-81: 3a regional, Gr. 13 (3r) - 1981-82: 3a regional, Gr. 23 (9è) - 1982-83: 3a regional, Gr. 19 () - 1983-84: 3a regional, Gr. 23 () - 1984-85: 3a regional, Gr. 18 () - 1985-86: 3a regional, Gr. 16 (17è) - 1986-87: 3a regional, Gr. 24 (8è) - 1987-88: 3a regional, Gr. 21 (4t) | - 1988-89: 3a regional, Gr. 16 (1r) - 1989-90: 2a regional, Gr. 8 (12è) - 1990-91: 2a regional, Gr. 8 (15è) - 1991-92: 2a regional, Gr. 8 (13è) - 1992-93: 2a regional, Gr. 8 (15è) - 1993-94: 2a regional, Gr. 8 (17è) - 1994-95: 3a regional, Gr. 16 (3r) - 1995-96: 3a regional, Gr. 19 (6è) - 1996-97: 3a regional, Gr. 17 (3r) - 1997-98: 3a regional, Gr. 17 (4t) - 1998-99: 3a regional, Gr. 17 (1r) - 1999-2000: 2a regional, Gr. 8 (10è) - 2000-01: 2a regional, Gr. 10 (6è) | - 2001-02: 2a regional, Gr. 10 (5è) - 2002-03: 2a regional, Gr. 11 (8è) - 2003-04: 2a regional, Gr. 11 (16è) - 2004-05: 3a regional, Gr. 16 (3r) - 2005-06: 3a regional, Gr. 17 (3r) - 2006-07: 3a regional, Gr. 17 (7è) - 2007-08: 3a regional, Gr. 18 (2n) - 2008-09: 2a regional, Gr. 10 (9è) - 2009-10: 2a regional, Gr. 10 (6è) - 2010-11: 2a regional, Gr. 10 (6è) - 2011-12: 3a catalana, Gr. 11 (4t) - 2012-13: 3a catalana, Gr. 11 (2n) - 2013-14: 3a catalana, Gr. 9 (1r) | - 2014-15: 2a catalana, Gr. 2 (16è) - 2015-16: 3a catalana, Gr. 9 (1r) - 2016-17: 2a catalana, Gr. 2 (9è) - 2017-18: 2a catalana, Gr. 2 (7è) - 2018-19: 2a catalana, Gr. 2 (8è) - 2019-20: 2a catalana, Gr. 2 (15è) - 2020-21: 2a catalana, Gr. 2B (2n) - 2021-22: 2a catalana, Gr. 3 (1r) - 2022-23: 1a catalana, Gr. 3 (13è) - 2023-24: 1a catalana, Gr. 3 (15è) - 2024-25: 2a catalana, Gr. 3 (5è) - 2025-26: |

 - Campionat de Lliga 

 - Ascens 

 - Descens
Des de la temporada 2011-12 la Primera, Segona i Tercera regional reben el nom de Segona, Tercera i Quarta catalana respectivament.

### Classificacions a la Copa Catalunya
El CP Sarrià ha participat en la Copa Catalunya amateur en dues ocasions, en qualitat de campió del Grup 9 de Tercera catalana la temporada anterior. En la primera edició (2014-15) va tenir un paper molt destacat en arribar a la final, i a la 2016-17 va arribar a la quarta ronda.

## Palmarès
- Campionat a categories regionals (6):       1975-76, 1988-89, 1998-99, 2013-14, 2015-16 i 2021-22
- Subcampionat a categories regionals (3): 2007-08, 2012-13 i 2020-21
- Subcampionat de Copa Catalunya Amateur (1): 2014